# Agrotis delineata
Agrotis delineata là một loài bướm đêm trong họ Noctuidae.